# Люньи-Бурбонне
Люньи́-Бурбонне́ (фр. Lugny-Bourbonnais) — коммуна во Франции, находится в регионе Центр. Департамент — Шер. Входит в состав кантона Неронд. Округ коммуны — Сент-Аман-Монтрон.
Код INSEE коммуны — 18131.

## География

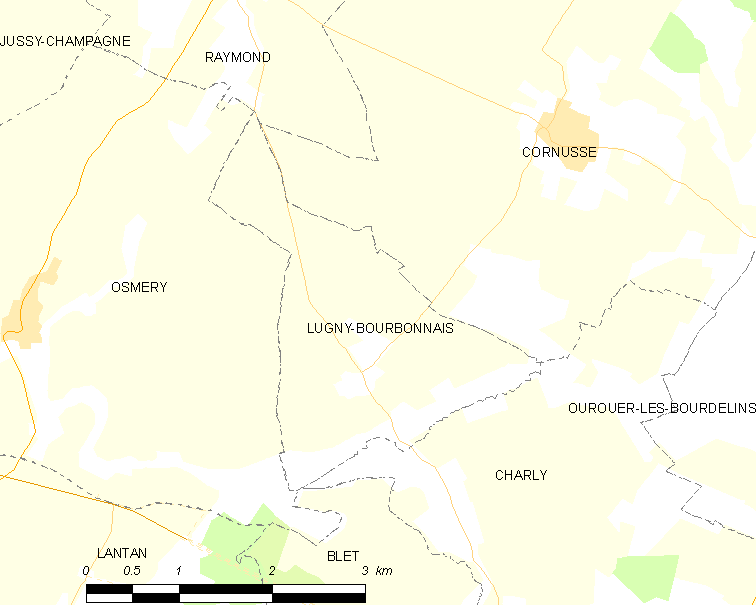
Карта коммуны

Коммуна расположена приблизительно в 220 км к югу от Парижа, в 125 км юго-восточнее Орлеана, в 29 км к юго-востоку от Буржа.
Вдоль юго-восточной границы коммуны протекает река Эрен.

## Население
Население коммуны на 2008 год составляло 33 человека.
| 1962 | 1968 | 1975 | 1982 | 1990 | 1999 | 2008 |
| ---- | ---- | ---- | ---- | ---- | ---- | ---- |
| 34   | 45   | 35   | 35   | 33   | 27   | 33   |

## Экономика
В 2007 году среди 26 человек в трудоспособном возрасте (15-64 лет) 22 были экономически активными, 4 — неактивными (показатель активности — 84,6 %, в 1999 году было 77,8 %). Из 22 активных работали 21 человек (11 мужчин и 10 женщин), безработной была 1 женщина. Среди 4 неактивных 3 человека были учениками или студентами, 1 — пенсионером, 0 были неактивными по другим причинам.